# Jean Aubert (football)
Pour les articles homonymes, voir Jean Aubert et Aubert.
Jean Aubert, né le 9 octobre 1923 à Boulogne-sur-Mer et mort dans cette même ville le 18 juillet 2010, est un footballeur français, évoluant au poste de gardien de but, avant de se reconvertir en entraîneur.

## Biographie
Joueur amateur de plusieurs clubs dont l'Union sportive boulonnaise, Jean Aubert fait surtout ses preuves en tant qu'entraîneur au sein de plusieurs clubs de la région Nord-Pas-de-Calais,,.
Avec l'USG Boulogne et le Stade Portelois, Aubert se forge une réputation de formateur, ayant le « don de repérer qui de ses jeunes pousses pouvait évoluer au haut niveau »,,.
De nombreux hommages lui sont faits, comme à l'US Boulogne, où le Centre technique Jean-Aubert est inauguré en octobre 2007, ainsi qu'au Stade portelois, où le terrain du stade Amour-Sergent porte son nom,.